# Szury Kálmán
Szury Kálmán (Budapest, 1889. február 4. – 1915) válogatott labdarúgó, fedezet. Az 1912-es stockholmi olimpián a csapat tagja volt.

## Pályafutása

### A válogatottban
1912 és 1913 között 3 alkalommal szerepelt a válogatottban. Az 1912-es stockholmi olimpián részt vevő válogatott tagja.

## Sikerei, díjai
- Olimpiai játékok
  - 5.: 1912, Stockholm
- Magyar bajnokság
  - 3.: 1911–12

## Statisztika

### Mérkőzései a válogatottban
| Magyarország | Magyarország     | Magyarország              | Magyarország | Magyarország | Magyarország | Magyarország      | Magyarország | Magyarország |
| #            | Dátum            | Helyszín                  | Hazai        | Eredmény     | Vendég       | Kiírás            | Gólok        | Esemény      |
| ------------ | ---------------- | ------------------------- | ------------ | ------------ | ------------ | ----------------- | ------------ | ------------ |
| 1.           | 1912. június 20. | Göteborg, Valhalla        | Svédország   | 2 – 2        | Magyarország | barátságos        | -            |              |
| 2.           | 1912. július 3.  | Stockholm, Råsunda (SWE)  | Magyarország | 3 – 1        | Németország  | olimpiai vigaszág | -            |              |
| 3.           | 1913. május 18.  | Budapest, Üllői úti pálya | Magyarország | 2 – 0        | Svédország   | barátságos        | -            |              |
|              | Összesen         |                           |              | 3            | mérkőzés     |                   | 0            | gól          |